# Panagia Halkeon (Solun)
Cerkev Panagia halkeon (grško Παναγία τῶν Χαλκέων) je bizantinska cerkev iz 11. stoletja v severnem grškem mestu Solun. Cerkev je zaradi dobro ohranjene bizantinske arhitekture in pričevanja o pomenu Soluna v zgodnjem in srednjeveškem krščanstvu leta 1988 skupaj z drugimi starokrščanskimi in bizantinskimi spomeniki Soluna vpisana na Unescov seznam svetovne dediščine.

## Lokacija
Cerkev stoji na trgu Dikastirijon, severno od ceste Egnatije na kraju, kjer prekriža Aristotlovo avenijo, ki vodi na Aristotlov forum. Arheološko najdišče antičnega rimskega foruma je severozahodno od cerkve, njeno ime, ki v prevodu pomeni 'Devica bakrovih kovačev', izhaja iz njene bližine območju, ki so ga tradicionalno zasedali mestni bakrotvorci.

## Zgodovina in opis
Glede na napis pri vhodu v cerkev, je to leta 1028 zgradil dignitat Kristofer, protospatarij (prvi poročnik) in katepano (kapetan) vzhodnorimske južne Italije, ki je bil ugleden meščan Soluna. Napis se glasi:
Krištof, najslavnejši kraljevi protospatarij in guverner Lagouvardije, in njegova žena Marija ter njuni otroci Nicephorus, Anna in Catacale, so to nekoč profano mesto posvetili kot eminentno cerkev Materi božji v mesecu septembru, indikt. XII, leta 6537. (Bizantinsko koledarsko leto 6537 Anno Mundi je enakovredno letu 1028 Anno Domini)
Ustanovitelj cerkve je verjetno pokopan v grobnici pod severno steno cerkve.

### Zunanjost
Tlorisna zasnova je grški križ vrisan v kvadrat, značilna za arhitekturo makedonskega obdobja, s štirimi stebri in tremi kupolami, eno v središču in dve nad narteksom. Celotna stavba je zgrajena iz opeke, zaradi česar je dobila priljubljeni vzdevek 'Rdeča cerkev' (Κόκκινη Εκκλησιά). Zunanjost je poživljena z različnimi loki in pilastri, elementi, ki jih je mogoče zaslediti v konstantinopelskem vplivu. Uporaba lokov z več zamiki daje stavbi 'izklesan' videz. Okrog cele cerkve poteka marmornat venec, ki daje stavbi izrazit zgornji in spodnji del. Spodnji del je bolj skromen, medtem ko se zgornji del dekorativno odlikuje s polstebri med loki in nazobčanim okrasom, kjer se stena stika s streho.

### Notranjost
Notranjost cerkve je razdeljena na tri dele: narteks, naos (osrednji kvadrat v tlorisu) in svetišče.
Narteks je pokrit s tremi banjastimi oboki in ima zgornjo galerijo, ki je morda služila kot zakristija. Nikoli pa do njega niso vodile stopnice. Anna Tsitouridou domneva, da je bil morda dostopen po lestvi skozi zdaj zaprto obokano okno na severozahodnem vogalu cerkve.
V naosu štirje stebri iz svetlo sivega marmorja tvorijo kvadrat in podpirajo loke štirih banjastih obokov, ki sestavljajo krake križa. Nad središčem je kupola. Pendantivi med loki tvorijo krožno podlago za kupolo zgoraj. Kupola je široka 3,8 m in visoka 5,3 m. Je osmerokotna in vsebuje šestnajst oken v dveh vrstah, eno nad drugim. Na zunanjosti je mogoče jasno videti krake križa, s sedlastimi zadnjimi strehami nad njihovimi velikimi banjastimi oboki in trikotnimi pedimenti, ki poudarjajo njihove konce. Oboki pokrivajo štiri polja med krakoma križa in zaključujejo kvadrat naosa.
Čeprav so grobnice ustanoviteljev običajno postavljene v narteks njihovih cerkva, je pri Panagia Halkeon grobnica, za katero se domneva, da je ustanovitelja Krištofa, najdena v niši (arcosolium) v severni steni naosa.
Svetišče je razdeljeno na tri dele: osrednji glavni del svetišča, protezis in diakonikon. Osrednji del svetišča ima široko apsido, ki je »znotraj polkrožna, zunaj pa tristrana«. Druga dva trafa imata »polkrožne znotraj in zunaj« apside. Cerkev ima nekaj nepravilnosti; severna stena je nekoliko daljša od južne, štirje osrednji stebri pa ne tvorijo popolnega kvadrata.

### Kiparska dekoracija
Na kapitelih štirih stebrov v naosu in podbojih vrat narteksa je kiparski okras.
Kapiteli stebrov so okrašeni z reliefi lovorovih listov in vzorci vozlov, ki vsebujejo križe in rozete. Preklada kraljevih vrat, ki vodijo iz narteksa v naos, je okrašena z vijugastim trakom, ki v reliefu tvori kvadrate in kroge. V krogih so rozete in opaziti je, da so bili v kvadratih križi, ki so bili postrgani.

### Slike
Stene so bile prvotno prekrite s slikami, vendar je večina slik padla, nekaj preostalih slik pa je v dobrem stanju. Poslikave so iz časa gradnje cerkve, razen nekaj iz 14. stoletja, katerih ostanke si lahko ogledate na zahodni steni.
Po mnenju Sharon Gerstel »cerkev Panagia ton Chalkeon ... ohranja enega najzgodnejših programov svetišč z več registri v Makedoniji.«
V konhi apside stoji Devica Oranta, ki jo obdajata dva nadangela. Dva registra spodaj, v spodnjem registru svetišča, so štiri polovične upodobitve anargyroi ali 'neplačancev': zdravilcev, ki so zavrnili plačilo za svoje storitve zdravljenja. Po Gerstelu prisotnost neškofovskih oseb v bemi datira ikonografski program v »obdobje, ko je bilo v svetišču mogoče umestiti več različnih svetnikov«.
Na vzhodnem loku cerkve so zapisane te besede (tukaj prevedene):
»Ko gledaš oltar Gospodov, stoj trepetajoč, o človek!
Kajti znotraj je Kristus vsak dan žrtvovan.
In moči breztelesnih angelov, ki služijo,
Krožite okoli [oltarja] v strahu.«
To sporočilo meji na upodobitev apostolov ob zadnji večerji, kar je najzgodnejši ohranjeni prikaz prizora v bemi bizantinske cerkve. V tej različici zadnje večerje je na južni steni beme naslikana daritev kruha, na nasprotni severni steni pa daritev vina (večinoma uničena). To pravzaprav po Gerstelu zajame oltar in obhajanca ter izenači »duhovnika s Kristusom kot darovalcem daritve«.
V glavni kupoli je opazen odmik od standardnega bizantinskega ikonografskega programa. Namesto običajnega Pantokratorja je slika Kristusovega vnebohoda. Anna Tsitouridou trdi, da bi bila ta izbira lahko povezana s cerkvijo, ki je bila zgrajena za grobnico njenega ustanovitelja, in da so bile zato uporabljene eshatološke podobe.
Banjasti oboki in stene nad vencem naosa so bili prvotno okrašeni s kristološkim ciklom, vendar je zelo malo ohranjenega do danes. Nekateri najbolje ohranjeni deli so Rojstvo in Predstavitev v templju.
V narteksu so stene poslikane s Poslednjo sodbo, s Kristusom sodnikom, ki sedi nad kraljevimi vrati v naos. Anna Tsitouridou spet povezuje pomembnost končne sodbe s pogrebno naravo spomenika.
Na splošno so figure, ki jih je še vedno mogoče videti v Panagiji Halkeon, značilne simetrija, ploskost, težke temne črte, obsežno senčenje in velik razpon barv. Tehnično so bile stenske poslikave večinoma narejene s freskami, le obrazni detajli so bili narejeni v Al secco.

### Zgodovina
Z osvojitvijo mesta leta 1430 s strani Osomanskih Turkov je bila cerkev spremenjena v mošejo, imenovano Kazancilar Camii ('Mošeja trgovcev s kotli'). Služila je kot mošeja do konca osmanske okupacije leta 1912. Stavba je bila obnovljena leta 1934 po potresih na Halkidiki leta 1932.